# Bressanvido
Bressanvido är en ort och kommun i provinsen Vicenza i regionen Veneto i Italien. Kommunen hade 3 172 invånare (2018).